# Sunday Faleye
Sunday Adeyemi Faleye (sinh ngày 29 tháng 11 năm 1998) là một cầu thủ bóng đá người Nigeria thi đấu cho Akwa United, ở vị trí tiền đạo.

## Sự nghiệp
Anh từng thi đấu bóng đá cho Shooting Stars và Akwa United.
Anh ra mắt quốc tế cho Nigeria năm 2018.